# 依荣苏
依荣苏（1976年8月16日—），一译伊荣德或伊荣大，越南政治人物，墨侬族。
现任越南共产党第十三届中央委员会候补委员、副部长、民族委员会副主席，越南第十五届国会代表、国会多乐省代表团团长。曾任多乐省省委常委、人民委员会主席；多乐省人民委员会副主席；多乐省芃湖市社市委书记；得乐省机关党委书记；胡志明共产主义青年团中央执行委员会委员、多乐省青年团书记。
依荣苏拥有林业工程学位、公共管理硕士学位、政治理论高级学位。其最初从事青年工作。